# Victor Bach
Pour les articles homonymes, voir Bach (homonymie).
Ne doit pas être confondu avec Victor Basch.
Victor Bach est un médecin et un militant révolutionnaire français, né le 10 décembre 1764 à Villefranche-de-Rouergue, décédé en 1800 à Neuilly.

## Biographie

### Jeunesse et engagement révolutionnaire
Né dans une famille de forgerons, Victor Bach est le troisième d'une famille de sept enfants, plutôt acquise aux idées nouvelles. Son père, Jean Bach est franc-maçon, son cousin Pierre Bach joue un rôle important sur le plan local à l'époque de la Terreur.
Il suit des études au collège de Villefranche, avant de partir pour Montpellier, en 1786, où il est reçu chirurgien. Dans la suite de sa carrière, il fera suivre sa signature de son titre de « médecin » ou de « docteur en médecine de l'École de Montpellier ». En février 1790, il s'installe à Paris, semble-t-il pour achever son cursus à l'École de Médecine. Cependant, il n'aurait jamais exercé la médecine et se serait tout de suite lancé dans la politique. En tout cas, on ne dispose d'aucun élément prouvant qu'il aurait été rattaché à une institution hospitalière.
Pour un jeune provincial, appartenant à une famille artisanale aisée qui dispose de propriétés foncières (ce qui lui permet de justifier un revenu annuel supérieur aux mille francs demandés dans le cadre d'un suffrage censitaire), ce premier degré de qualification, acquis dans une université prestigieuse, fièrement revendiqué, représente un laissez-passer fort utile pour un représentant de la petite bourgeoisie des « talents » qui fait ses premières armes à Paris. L'étiquette professionnelle sert de marqueur d'identité sociale.
Très engagé dans le mouvement révolutionnaire, des documents de l'an III le mentionnent comme « ancien commissaire de police » de la section des Thermes (ou section de Chalier) en 1793 et en l'an II — il est destitué en brumaire an III (novembre 1794). De même, une dénonciation du 20 prairial an III (8 juin 1795) affirme que, le 20 germinal an II (9 avril 1794), Bach dénonçait les riches de sa section qui avaient offert à une collecte pour le salpêtre une somme inférieure à celle recueillie parmi les ouvriers de l'atelier des poudres. D'autres rapports le présentent comme « un partisan » de Carrier, notamment le 5 frimaire an III. Ces diverses pièces de la période thermidorienne lui assurent alors une réputation de « terroriste », de « robespierriste convaincu ». Il est d'ailleurs arrêté entre prairial et le 15 fructidor an III (1er septembre 1795), avec un certain Montain-Lambin, officier de santé qui a joué un rôle très important au début de la décennie révolutionnaire.
Logé rue Saint-Jacques à l'époque thermidorienne, Victor Bach déménage sous le Directoire, pour s'installer vers l'ouest, mais toujours sur la rive gauche. Il loue un appartement meublé dans la maison de Sens, au faubourg Saint-Germain, à l'extrémité occidentale de la rue de Grenelle. Les militants démocrates ont pris l'habitude, à l'époque, de se retrouver dans ces ensembles locatifs (que l'on connaît grâce aux rapports de police de la période directoriale et consulaire), à l'Abbaye-au-bois (rue de Sèvres), à l'ancien couvent de l'Annonciation, à l'ancien séminaire de Saint-Sulpice, etc. Son appartement est situé près de l'Hôtel des Invalides, où les Néo-Jacobins comptent un grand nombre de partisans. Il fréquente la taverne du Gros-caillou, dont le propriétaire est l'invalide Gomigeon, qui a été compromis dans l'affaire du camp de Grenelle et dans les incidents violents qui agitent les assemblées primaires de l'an VI. À quelques pas en direction de l'est, rue du Bac, se réunissent, à la fin du Directoire, les dirigeants les plus influents de l'opposition démocratique parisienne ; Bach est membre de la Société Politique, où il peut rencontrer François-Xavier Audouin, Pierre-Antoine Antonelle, Félix Lepeletier, René Vatar, l'adjudant Jorry, etc. Cette activité fonde la notoriété de Bach, et lui permet d'obtenir les suffrages nécessaires aux élections de l'an VI.
En 1798, il est élu président de l'une des trois assemblées primaires de la division des Invalides (dans l'actuel 10e arrondissement). L'assemblée le choisit comme électeur, puis comme scrutateur de l'un des bureaux de l'Assemblée électorale de la Seine installée à l'Oratoire et présidée par Antonelle.

### Le Club du Manège
Il entre au Club du Manège lors de sa création, en juillet 1799, et y prononce un discours de quarante-cinq minutes (qui est imprimé) le 30 messidor an VII (18 juillet 1799), qui est accueilli avec chaleur par les membres de l'assemblée. À l'extérieur, cependant, il déclenche de vives polémiques : L'Ami des lois de Poultier l'accuse de prêcher la loi agraire, prétexte à la dénonciation d'une vaste «  conspiration jacobine », mise en scène par Sieyès et Lucien Bonaparte. Il fournit aux conservateurs l'occasion tant attendue pour démontrer à la majorité des députés, au Conseil des Cinq-Cents, mais surtout au Conseil des Anciens (qui détient les pouvoirs de police sur les bâtiments des Tuileries, dont la salle du Manège) que, contrairement à leurs démonstrations légalistes, les Néo-Jacobins ne souhaitent que le renversement de la Constitution de l'an III et la suppression de la propriété privée (ou plus exactement un « nivellement » des biens). Ces manœuvres permettent de justifier la fermeture de la salle du Manège et de ruiner la stratégie de l'état-major démocrate regroupé autour de l'équipe du Journal des Hommes libres, qui visait à réunir les différents réseaux militants de Paris et de province et la soixantaine de députés jacobins au centre libéral, afin de constituer une majorité dans les Conseils susceptible d'aménager progressivement la Constitution de l'an III en « démocratie représentative ». Le discours de Bach aurait donc permis la fermeture effective de la salle du Manège le 8 thermidor (26 juillet) et introduit une division fatale au sein du mouvement démocrate.
Bien loin, toutefois, de refléter un clivage politique entre « radicaux », nostalgiques de la Terreur, et « opportunistes », plus attentifs aux alliances pour ménager l'avenir (dont les porte-parole seraient Félix Le Peletier et Antonelle), ce discours, dans lequel l'auteur marque son appartenance à la bourgeoisie des « talents », non seulement par sa qualification professionnelle, mais aussi par ses multiples références à l'Antiquité gréco-romaine, évoque largement le passé révolutionnaire (même si l'on ne peut parler de pure et simple nostalgie du retour à 1793), parle des épisodes tragiques qui jalonnent l'expérience démocratique comme d'autant de « leçons » dont la mémoire entretenue doit servir à forger la maturité du mouvement, convoque les mânes des martyrs de prairial, ceux du camp de Grenelle et ceux de procès de Vendôme, ainsi que l'ensemble des victimes de l'oligarchie, tant en France que dans les républiques sœurs, toutes références historiques qui sont destinées à conjurer deux types de comportements symptomatiques d'un peuple qui entre en révolution : l'impatience et l'enthousiasme, dont la répétition ne pourrait conduire qu'à une série d’échecs dramatiques pour l'avenir du mouvement démocratique. En dépit de réserves sur la forme, la comparaison de ce discours avec le programme développé par Félix le Peletier le 18 thermidor (5 août 1799) à la tribune de la Société de la rue du Bac révèle moins une opposition de vues qu'une complémentarité.
L'un et l'autre réclament que la constitution garantisse le droit d'association (question cruciale dans les débats parlementaires de l'été 1799, que néo-jacobins et libéraux-constitutionnels réclament en commun), la punition des traîtres et des prévaricateurs, un programme de « régénération » républicaine, de « moralisation » de la vie publique (dans la droite ligne de la pensée politique classique, considérant la vertu comme le ressort des régimes républicains). Bach développe, en outre, plus précisément que Le Peletier, tout un programme d'économies publiques par la réduction des indemnités parlementaires, la nécessité de réhabiliter les « rentiers primitifs » ruinés par la banqueroute des deux tiers, d'établir la progressivité de l'impôt, permettant le financement de deux types de programmes sociaux : un programme d'éducation (repris du plan d'éducation de Louis-Michel Lepeletier de Saint-Fargeau) et des projets hérités de la bienfaisance nationale (secours publics à domicile, plan d’extinction de la mendicité, assistance aux défenseurs de la patrie.

### Une mort aux circonstances mystérieuses

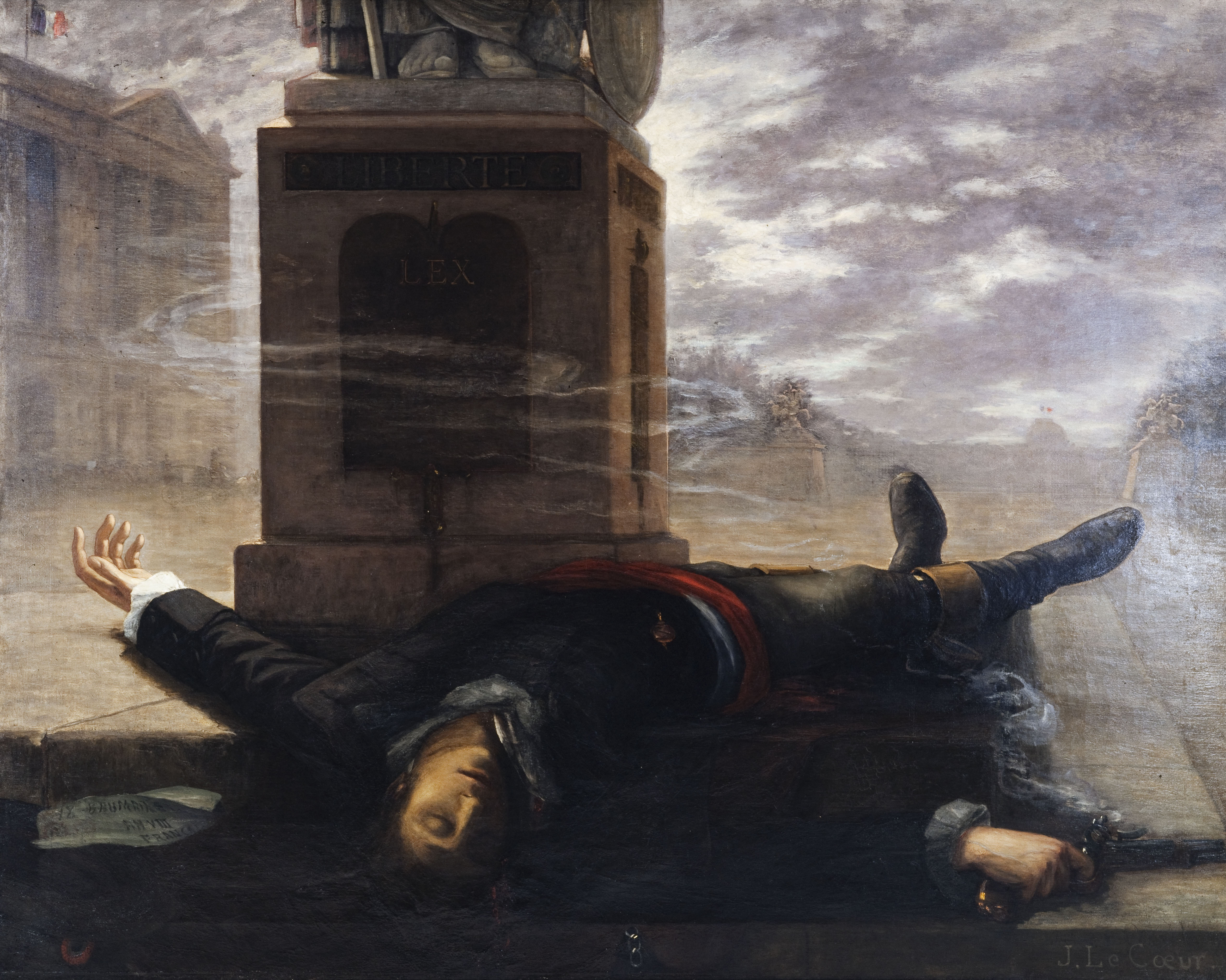
La mort de Victor Bach, le 18 brumaire, au pied de la statue de la Liberté, place de la Concorde de J. Le Cœur en 1895, musée Carnavalet.

Deux jours après le coup d'État du 18 brumaire, Bach est décrété d'arrestation, comme nombre de républicains. Il se suicide dans les jours ou les mois qui suivent, dans des circonstances mal établies. Un tableau de J. Le Cœur, au musée Carnavalet, peint vers 1880 et intitulé : La mort de Victor Bach le 18 Brumaire, au pied de la statue de la Liberté, place de la Concorde, place cette mort dans le contexte du coup d'État de Bonaparte.
Pour ce faire, il se base sur les quelques notices biographiques consacrées à Bach au cours du XIXe siècle. La Biographie des Contemporains (1821) indique qu'il se serait donné la mort « au pied de la statue de la Liberté, qui avait remplacé celle de Louis XV, sur la place de la Révolution », à la suite du 18 brumaire. Le Supplément (1834) du Dictionnaire biographique de Michaud de 1811, qui fait de Victor Bach un héritier de Babeuf, signale : « Il alla un matin se prosterner devant la statue de la Liberté, qui existait encore sur la place Louis-XV, dans l’endroit même où la tête de Louis XVI était tombée ; et là, maudissant la tyrannie qui pesait sur la France, il se brûla la cervelle d’un coup de pistolet. Ce fait remarquable, et qui prouve au moins que Bach était un républicain de conviction, fit très peu de bruit, la police consulaire, dès lors très vigilante, ayant tout fait pour l’étouffer. » Quant à la Nouvelle bibliographie générale de Hoefer, elle signale que, « fidèle à ses principes, et ne voulant pas vivre sous le despotisme militaire, il se brûla la cervelle au pied de la statue de la Liberté, sur la place de la Concorde, à l'endroit même où fut guillotiné Louis XVI ».
Toutefois, le seul cas de suicide référencé à cette époque place de la Concorde est celui d'un certain Carré, du Loiret, qui s'est « brûlé la cervelle », le 3 frimaire an VIII (24 novembre 1799), à dix heures du soir, une quinzaine de jours après le coup d'État. Son acte a été longuement relaté dans le Moniteur, qui évoque des ennuis financiers. 
Peu après l'attentat de la rue Saint-Nicaise, le 3 nivôse an IX, le ministère de la Police opère une rafle dans les milieux démocratiques de la capitale ; Bach est de nouveau porté sur les listes de personnes à déporter dix jours plus tard, le 13 nivôse an IX (3 janvier 1801). Mais un rapport de police corrige aussitôt en face de son nom : « s'est tué au bois de Boulogne d'un coup de pistolet, il y a six mois ». Ce qui placerait donc le suicide de Bach au début de messidor an VIII (fin juin-début juillet 1800), plutôt dans le contexte de la victoire de Marengo, qui affermit le pouvoir bonapartiste.
Les registres de la basse geôle conservent la mention d'un suicide dans le bois de Boulogne le 16 prairial an VIII (5 juin 1800), mais le cadavre a pu être identifié ; il s’agit d’un certain Arson.
De toute évidence, Victor Bach ne s'est pas suicidé place de la Concorde ; on aurait gardé une trace d'un tel événement, ce qui n'est pas le cas. Il se peut donc qu'il ait trouvé la mort au bois de Boulogne, comme l’indique la police. Or, ce lieu est celui des duels. Le Journal des Hommes libres nous apprend qu'en prairial an VIII, des altercations ayant dégénéré en duel opposent entre eux des démocrates, les uns partisans du ralliement à Sieyès, les autres hostiles. Le grand adversaire des jacobins au cours de l'été précédent, cherchait alors à fédérer l'opposition à Bonaparte, qui l'avait écarté du pouvoir pour forger le Consulat. Il est possible que Bach ait été tué dans de telles circonstances. À moins que, victime d'une provocation policière, il ait été abattu par un agent (qui faisait ainsi disparaître un adversaire de longue date et un démocrate à principes, trop intransigeant), d'autant que l'on sait que Fouché trempait dans le complot qui visait alors à renverser le Premier Consul.
Dernière hypothèse, Bach s'est effectivement tiré une balle dans la tête, à la nouvelle de la victoire de Marengo, qui ruine les espérances de l'opposition et consolide le pouvoir de Bonaparte. Mais le cadavre disparaît sans laisser de traces, sans passer par la basse geôle (qui, de toute façon, n'enregistrait que les suicidés anonymes). Ses amis ont pu l'emporter pour l'enterrer discrètement, à moins que la police ne se soit chargée de la besogne, effaçant un ultime témoignage public de protestation.

## Œuvres
- La Grande conspiration anarchique de l'oratoire, renvoyée à ses auteurs, par le citoyen Bach, médecin de la ci-devant Université de Montpellier, 1798, 7 p.
- Premier discours du citoyen Bach, à la réunion séant au Manège, sur les moyens de consolider la République, Paris, chez l'auteur, Imprimerie de Benoist, 1799, 56 p. (lire en ligne)